# Famille Pidoux (Poitou)
Pour les articles homonymes, voir Familles Pidoux.
La famille Pidoux est une famille noble française éteinte originaire du Poitou. Elle est connue dès le début du XVe siècle et sa filiation prouvée remonte à 1497, avec Gabriel Pidoux, sieur de la Fouchière, procureur fiscal de la sénéchaussée de Saint-Loup-sur-Thouet (Deux-Sèvres).

## Origine
Pidoux (Piz d'oë, Pidoë) : « poitrine d'oie » (sobriquet).
La famille Pidoux est à l'origine une famille de la plus ancienne bourgeoisie du Poitou. Elle aurait été anoblie par la fonction d'échevin de Poitiers. 
Selon Oscar de Poli, la filiation suivie de la famille Pidoux, originaire du Bas-Poitou, remonte à N Pidoux, écuyer, sieur de Jennaire († en 1435), marié à Jeanne Guischart, père de Guillaume Pidoux, écuyer, sieur de Jennaire († en 1435), marié à Suzanne Bigot dont le fils Gabriel Pidoux († en 1491), épousa Catherine Michelle, qui veuve figure au ban de la noblesse du Poitou en 1491. Leur fils Pierre Pidoux, sieur de la Fouchière, marié à Gilette Abbaneau fut le père de Gabriel Pidoux, seigneur de la Fouchière, vivant en 1497, procureur fiscal de la sénéchaussée de Saint-Loup-sur-Thouet
Toutefois, la  maintenue de noblesse de 1667 accordée à Henry Pidoux, seigneur de la Maduère, ne remonte pas au-delà de 1497.

## Histoire
Selon Raoul de Warren, la famille Pidoux, connue dès le début du XVe siècle, a pour auteur certain Gabriel Pidoux, seigneur de la Fouchière, vivant en 1497, procureur fiscal de la sénéchaussée de Saint-Loup-sur-Thouet (Deux-Sèvres). Il fut l'aïeul de maitre Gabriel Pidoux, sieur de la Fouchière († 1545), qui laissa deux fils de Marie Fradin :

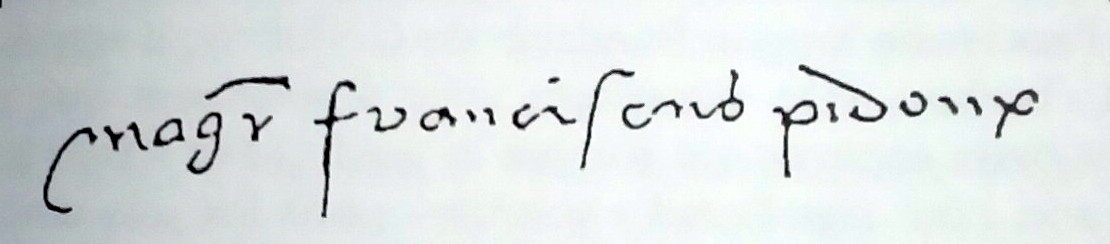
1541 - Magister Franciscus Pidoux, signature de François Pidoux sur son brevet d'agrégation de médecine

- Gabriel Pidoux († 1545), sieur de la Fouchière et de Pierrefite, marié à Marie Fradin[7], dont :
  - François Pidoux († 1577), sieur de la Maduère, doyen de la faculté de Poitiers et médecin ordinaire du roi Henri II. Marié à Catherine Le Maistre, dont quatre enfants[8], parmi lesquels :
    - Jean Pidoux († 1610) écuyer, sieur de Pierrefite, Teilloux et Chailloux, médecin des roi Henri III, Henri IV et du duc de Nevers, doyen de la faculté de Potiers (1594). C'est à lui que l'on doit l'introduction de l'usage de la douche en médecine et la découverte des eaux de Pougues. Il épousa Françoise Bobé, fille de Simon Bobé, bailli de Coulommiers, d'où cinq enfants[9].

  - Pierre Pidoux, auteur de la branche des seigneurs de Malaguet, qui donna plusieurs maires de Poitiers au XVIIe siècle et à laquelle appartenait :
    - Claude Pidoux, écuyer, seigneur de Malaguet, maintenu noble en 1667[6]. Sa branche, restée en Poitou et fixée à Poitiers et Châtellerault, s'éteignit au XVIIIe siècle.

## Branche de la Brie
La branche ainée se fixa au début du XVIIe siècle en Brie, à Coulommiers. À cette branche appartenait la mère du fabuliste Jean de La Fontaine (1621-1695). Cette branche s'éteignit au XIXe siècle. 
Cette branche a pour auteur Jean Pidoux († 1610) et Françoise Bobé, dont :
- Valentin Pidoux ( ? -1653), écuyer, seigneur de la Maduère, licencié en droit, avocat au Parlement de Paris, il devient bailli de Coulommiers, en succédant à son grand-oncle Simon Bobé, demeuré sans descendance après l'assassinat de sa femme et de ses enfants. Marié à Madeleine Falaize dont il eut sept enfants[10], parmi lesquels :
  - Henri Pidoux (1632-1693) acheta la seigneurie de Montanglaust et fit construire le château de Montanglaust entre 1680 et 1690. Marié à Marthe Le Fort, il eut cinq enfants et fut l'auteur de la branche des Pidoux de Montanglaust, qui s'éteignit en 1837 avec Charles Henri Pidoux[11].
- Françoise Pidoux (1582-1644) (sœur de Valentin Pidoux), mariée en premières noces à honorable homme Louis de Jouy, marchand[12], puis en secondes noces avec Charles de La Fontaine, maitre général des eaux et forêts à Château-Thierry. De cette seconde union nait Jean de La Fontaine le 8 juillet 1621[13],[14].

## Noblesse
- Valentin Pidoux, seigneur de la Maduère, bailli de Coulommiers, fut maintenu noble par arrêt de la Cour des aides du 20 août 1630 et par arrêt du Conseil d'État du 5 juin 1642.
- Henry Pidoux (fils du précédent), écuyer, seigneur de la Maduère, fut maintenu noble par arrêt du Conseil d'État du 6 octobre 1667 sur preuves remontées à 1497[6],[15].
- Claude Pidoux, écuyer, seigneur de Malaguet, fut maintenu noble par le même arrêt du Conseil d'État du 6 octobre 1667[6],[15].

En juin 1701, le secrétaire d'État, commandeur des ordres du roy, maintient cet arrêt de 1667, donnant la « qualité de gentilhomme et la possession de la qualité de noble et d'écuyer, ainsi que la jouissance des privilèges, honneurs et exemptions dont jouissent les gentilshommes aussi longtemps qu'ils vivront noblement et ne feront acte de dérogeance ».

## Armes
- D'argent à 3 losanges frettés de sable, 2 et 1
  - alias : D'or à 3 losanges frettés de sable[6],[15]

Le blason de la famille Pidoux figure à Secondigny sur une pierre sculptée, à la Mosnerie, et figurait, avant la Révolution française, sur un autel en pierre de l'église Sainte-Eulalie.